# 1174 Marmara
1174 Marmara è un asteroide della fascia principale del diametro medio di circa 16,21 km. Scoperto nel 1930, presenta un'orbita caratterizzata da un semiasse maggiore pari a 3,0214131 UA e da un'eccentricità di 0,1162713, inclinata di 10,09464° rispetto all'eclittica.
Il suo nome fa riferimento al Mar di Marmara, tra il mar Nero e il mar Egeo.